# Ogden (Arkansas)
Ogden è un comune degli Stati Uniti d'America, situato in Arkansas, nella contea di Little River.